# 尻别岳
尻别岳（日语：／ Shiribetsudake）是一座横跨日本北海道喜茂別町、留寿都村、真狩村的第四纪火山。其海拔高度为1107.27米、二等三角点，基準点名为后别岳。
「尻別」的名稱源自阿伊努語的「sir-pet」（山中的河川），但阿伊努族称其为雄岳（pinne-sir/）。由於從東面望去，羊蹄山與尻別岳並排而立，類似雙子峰，因此尻別岳亦被當時定居者稱之「前方羊蹄山」。南側山麓的橇負山設有留壽都度假村。

## 概况
該火山於约70万年至4万年前活躍，乃由安山岩所構成之火山穹丘。约10万至5万年前，留寿都村发生岩屑流，崩壞物质往西流向10千米范围以內。於是形成泥流丘，其中包括军人山，其海拔高度为561.2米。据估计，发生岩屑流的山体体积估计为2立方千米。

## 鄰近山峰
- 羊蹄山（1,898米）
- 幌向山（625米）
- 贯气别山（904米）
- 喜茂别岳（1,177米）
- 橇负山（715米）
- 军人山（561.2米）

## 圖集

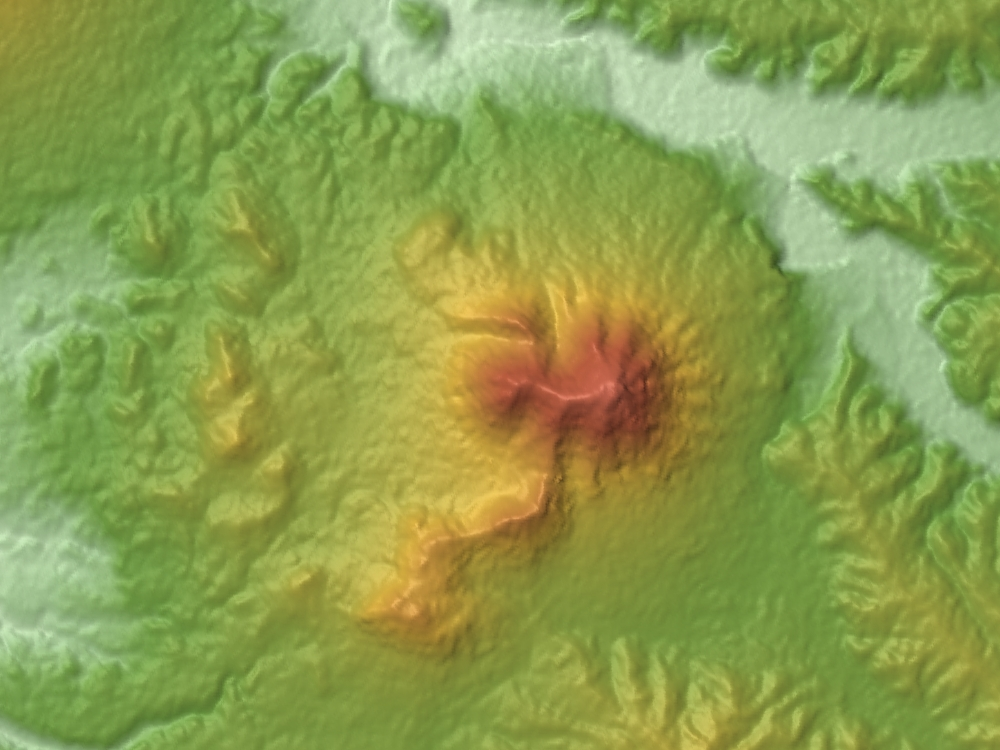
尻别岳的地形图
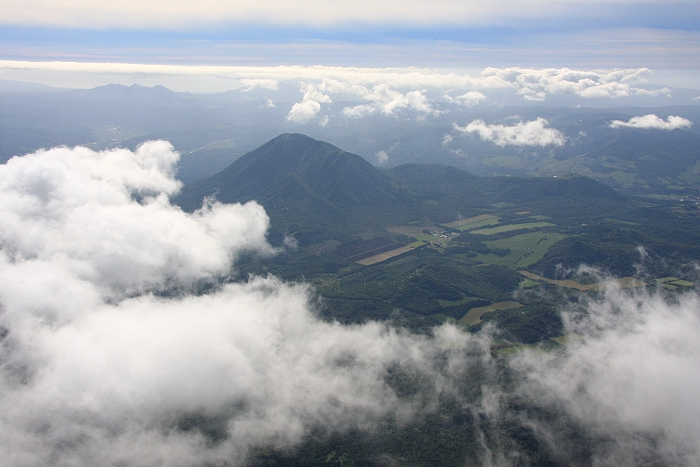
从羊蹄山俯瞰尻别岳
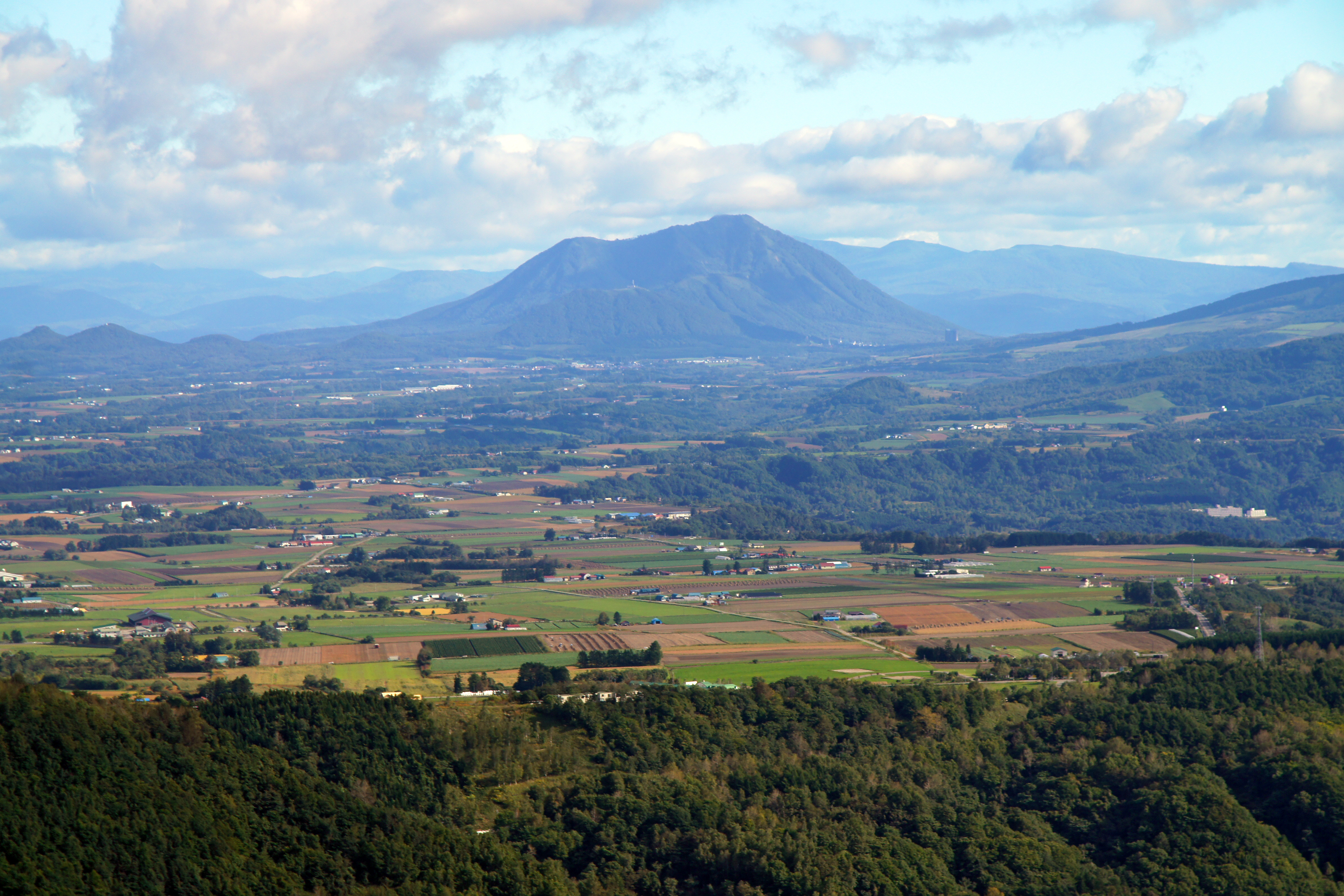
从幌向山望向尻别岳